# Carl Andersen
Carl Andersen, född 1 augusti 1915 på Frederiksberg, död 2001, var en dansk ingenjör och företagsledare. 
Andersen, som var son till murarmästare C.E. Andersen och Margrethe Johansen, blev student 1934 och polyteknisk kandidat 1939. Han var därefter assistent vid Den polytekniske læreanstalt och ingenjör i F.L. Smidth & Co A/S i Danmark och utlandet, avdelningschef i A/S Dansk Shell 1945, tillförordnad direktör 1949, direktör 1951, anställd vid The Shell Petroleum Co. Ltd. i London 1953–1954, åter direktör i A/S Dansk Shell 1954–1955, verkställande direktör för Shell Chimie S.A.A.L. i Paris 1955–1956, vicepresident för S.A. Shell St. Gobain, Paris, 1956–1957, verkställande direktör för Norske Shell A/S i Oslo 1957–1959 samt verkställande direktör för Nordsjællands Elektricitets- og Sporvejs A/S (NESA), Elektricitetsselskabet Isefjordværket I/S och Kraftimport I/S 1959–1980.
Andersen var medlem av styrelsen for Shell Chimie S.A.A.L. i Paris 1955–1957, för Elektricitetsselskabet Isefjordværket I/S från 1959 och för Kraftimport I/S från 1959, medlem av priskommittén för oljeprodukter i Norge 1957–1958, av atomenergikommissionen från 1959, av den danska nationalkommittén för World Power Conference från 1959, av representantskapet för Danatom från 1959 och av styrelsen för Danske Elværkers Forening från 1959, medlem av Dansk Ingeniørforenings petroleumkommitté 1950–1957 och av styrelsen för Section Danoise des ingenieurs civils de France 1955–1958 och 1960–1962, ordförande 1966–1969, vice ordförande i det rådgivande organet Nordel för främjande av nordiskt, men även internationellt samarbete avseende produktion, distribution och förbrukning av elektricitet 1963, ordförande 1966–1969, ordförande i styrelsen för NESA's personals jubileumslegat från 1959 och för civilingenjör Aage R. Angelos legat från 1963, ordförande i Foreningen af danske Privathavne från 1964 och medlem av representantskapet för Selskabet for Bygnings- og Landskabskultur l971. Han skrev artiklar i danska och franska tidskrifter om petrokemi, plast och konstgummi.